# Țiriac Collection
Țiriac Collection este prima galerie auto de colecție din România deschisă publicului, deținută de omul de afaceri Ion Țiriac. Colecția sa include circa 250 de mașini și motociclete, produse începând cu anul 1899,  150 dintre acestea fiind expuse în galerie.

## Istoric
Galeria Țiriac Collection se afla în Otopeni, în apropierea Aeroportului Internațional Henri Coandă, și  a fost inaugurată la data de 28 noiembrie 2013. La momentul inaugurării spațiu expozițional prezenta plublicului 70 de unități. În urma unor lucrări de extindere ce au avut loc în primăvara anului 2015, galeria și-a mărit spațiul de expunere, incluzând în prezent 170 de mașini și motociclete de colecție.
În august 2024, în incinta colecției, fiecare sportiv care a obținut o medalie la Jocurile Olimpice de la Paris a primit câte o mașină Hyundai.

## Exponate
Țiriac Collection cuprinde modele din peste 30 de mărci auto de renume precum: Jaguar, Mercedes-Benz, Rolls-Royce, Cadillac, Ferrari, Porsche, Aston Martin, Maserati, Ford, Chevrolet, Harley Davidson și altele.
Colecția de mașini include unități care au avut proprietari celebri, precum Contesa de la Nove a Elveției, care a deținut modelul Daimler Conquest Century Drophead Coupe, sau Elton John care a deținut un Rolls Royce Phantom V Park Ward, ambele mașini fiind incluse in expoziție.
Galeria auto a omului de afaceri Ion Țiriac singura colecție privată din lume care deține cele șase modele ale seriei Rolls-Royce Phantom, produse până în anul 1972.
Cel mai vechi exponat al colecției este un Hurtu 3 1/2 Quadricycle, fabricat în 1899, unul dintre cele doar șapte exemplare care mai există în prezent. 

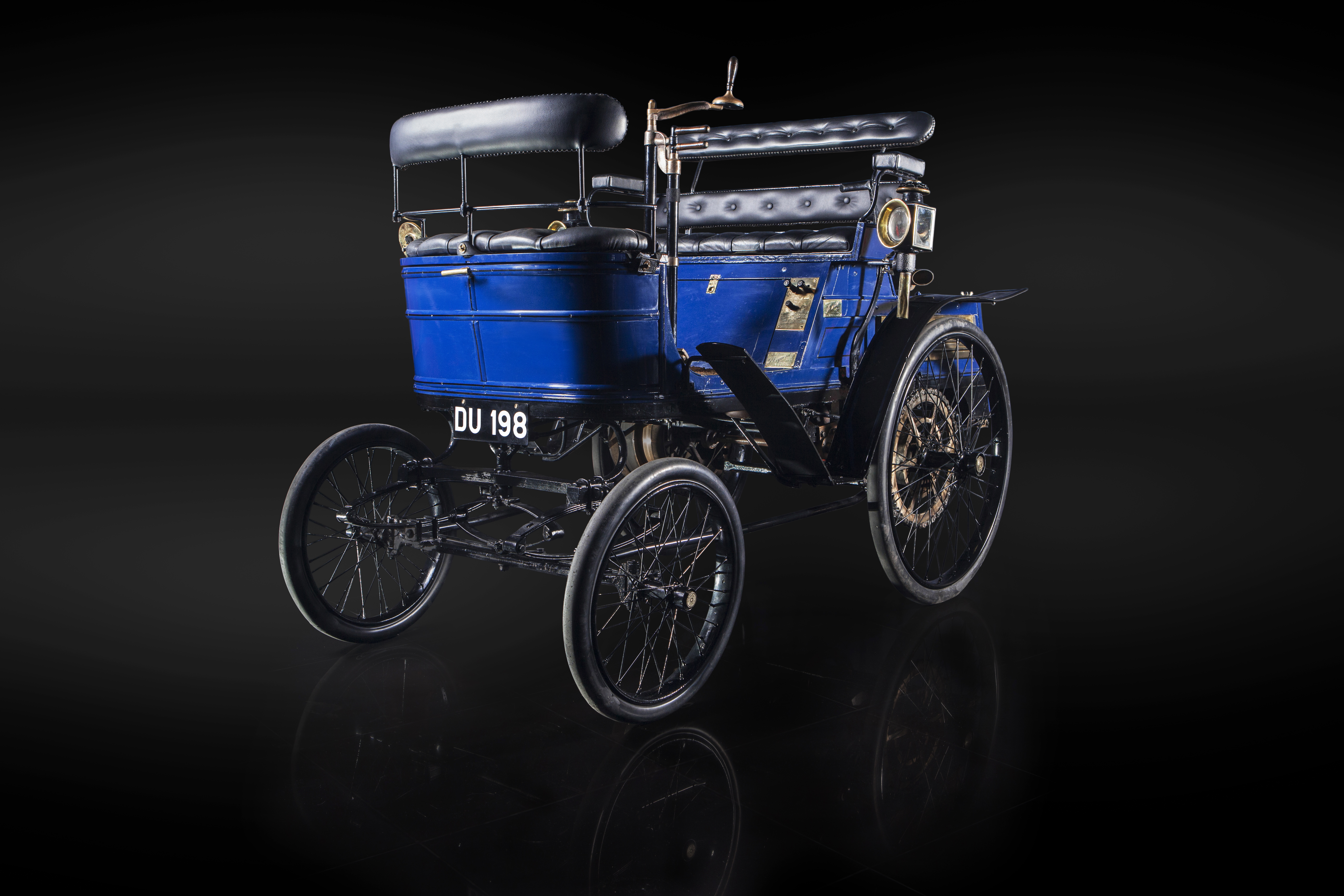
Hurtu (1899) este cel mai vechi exponat al galeriei Țiriac Collection
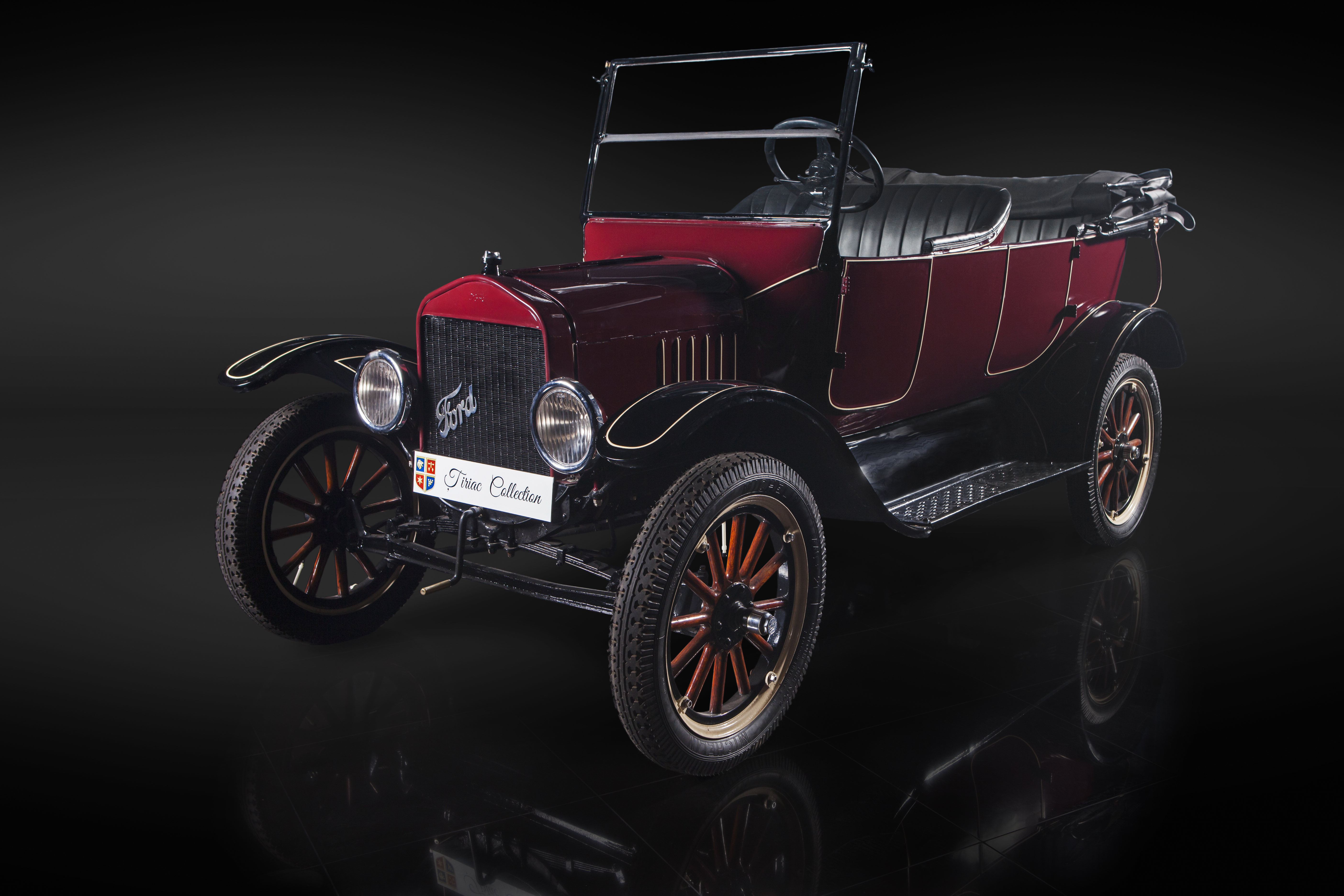
Ford Model T Tourer din 1920
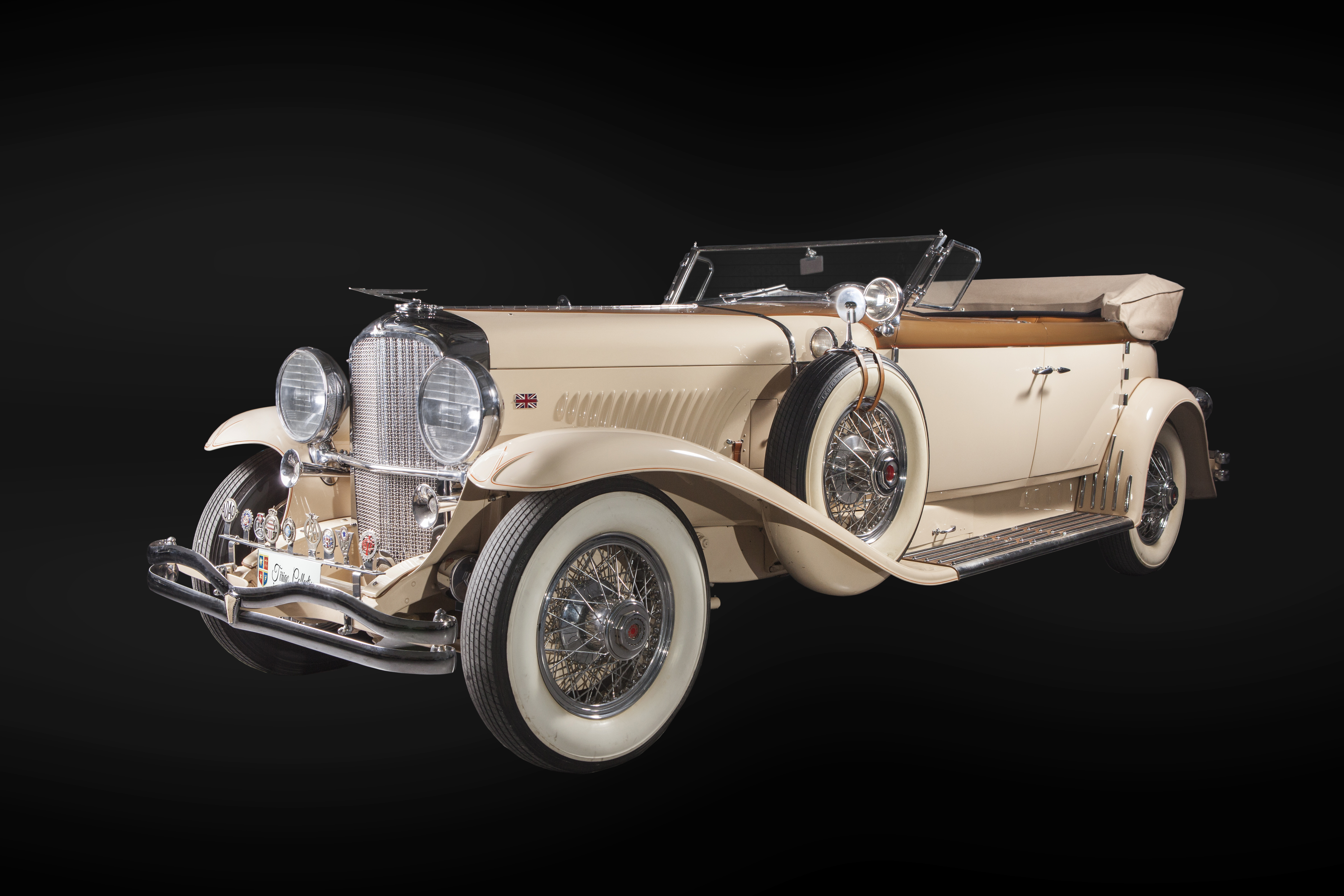
Duesenberg Model J Torpedo din 1930 - unitate deținută anterior de către actorul Tyrone Power
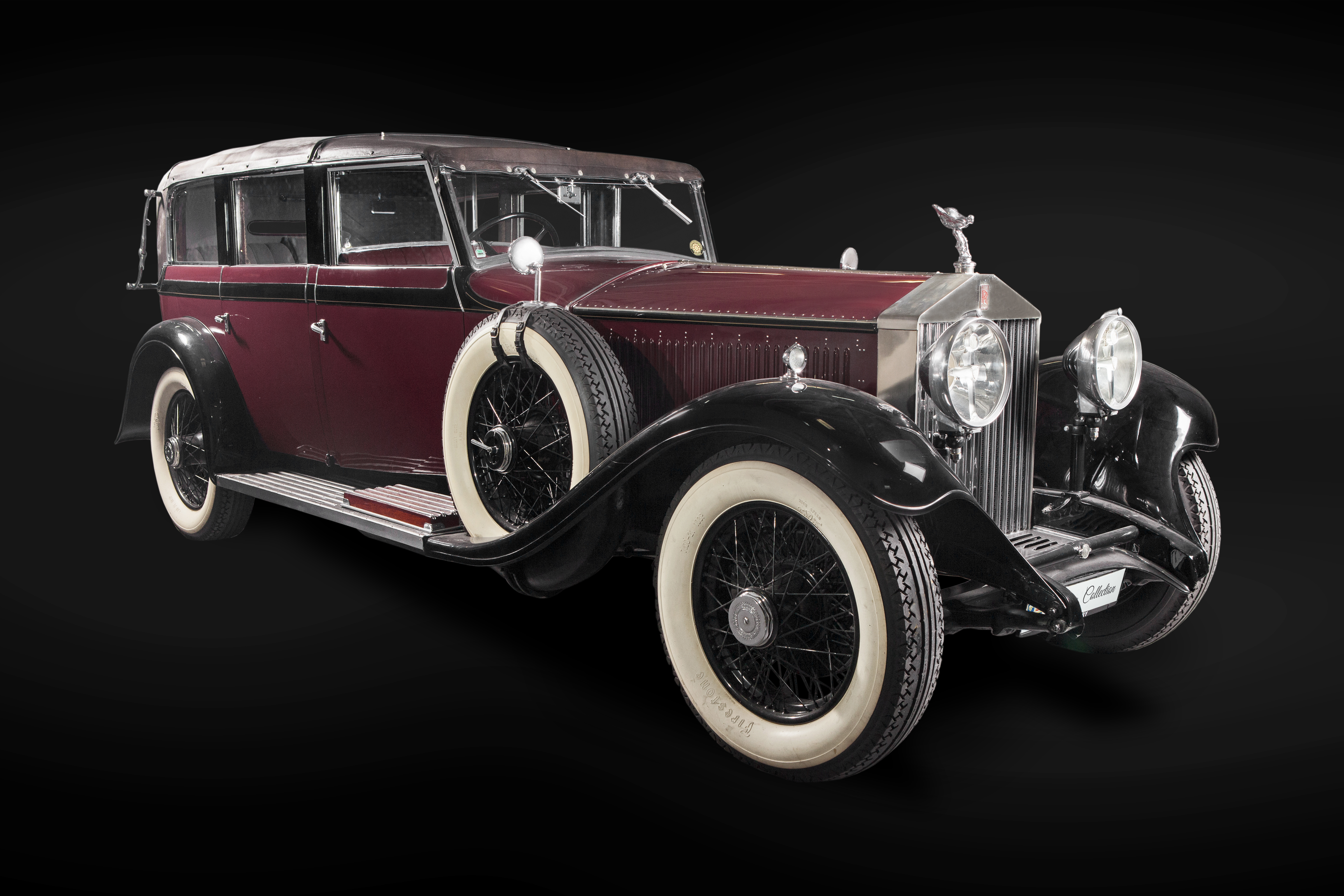
Rolls-Royce Phantom I by Charlesworth din 1927
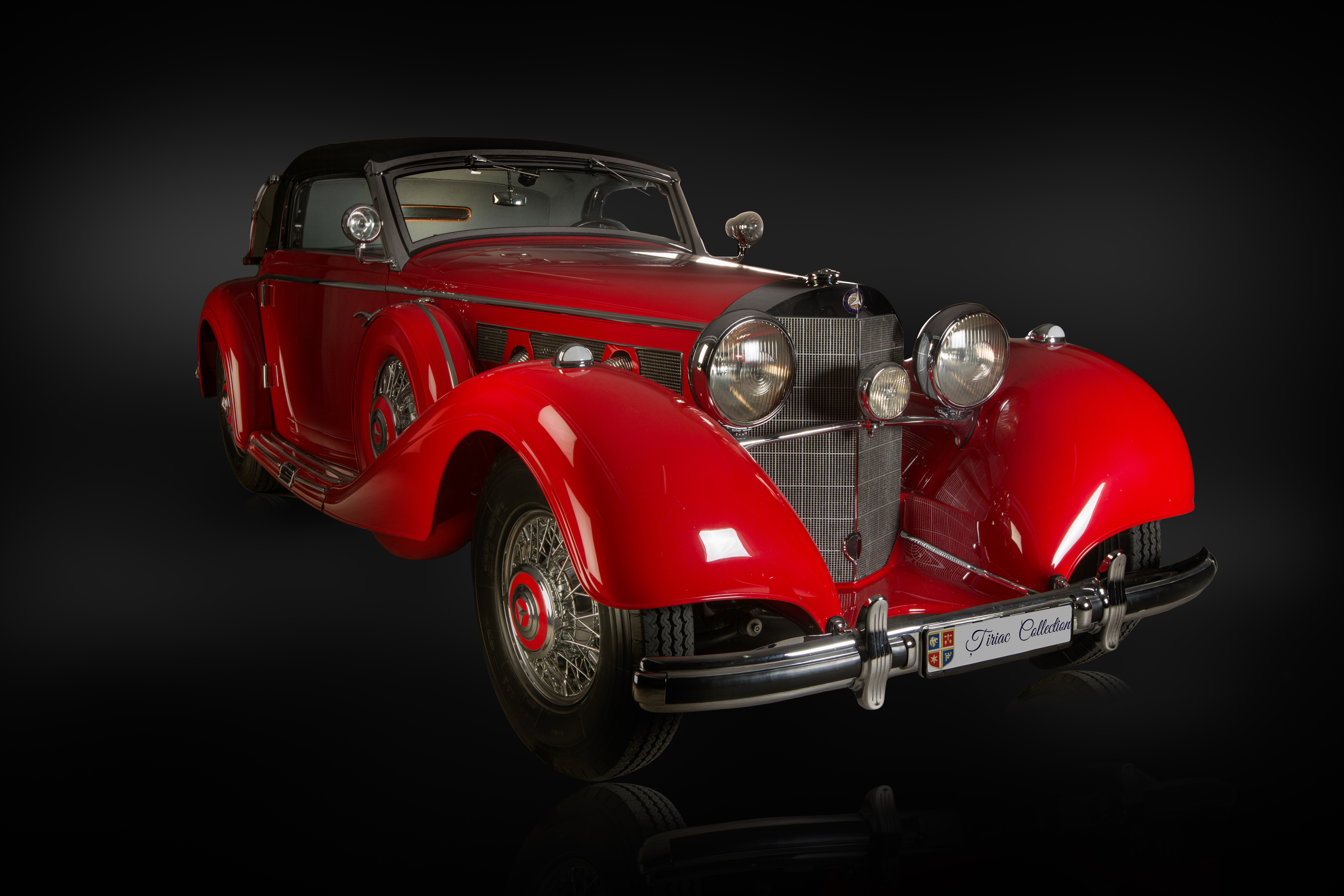
Mercedes-Benz 540 K Cabriolet A din 1937
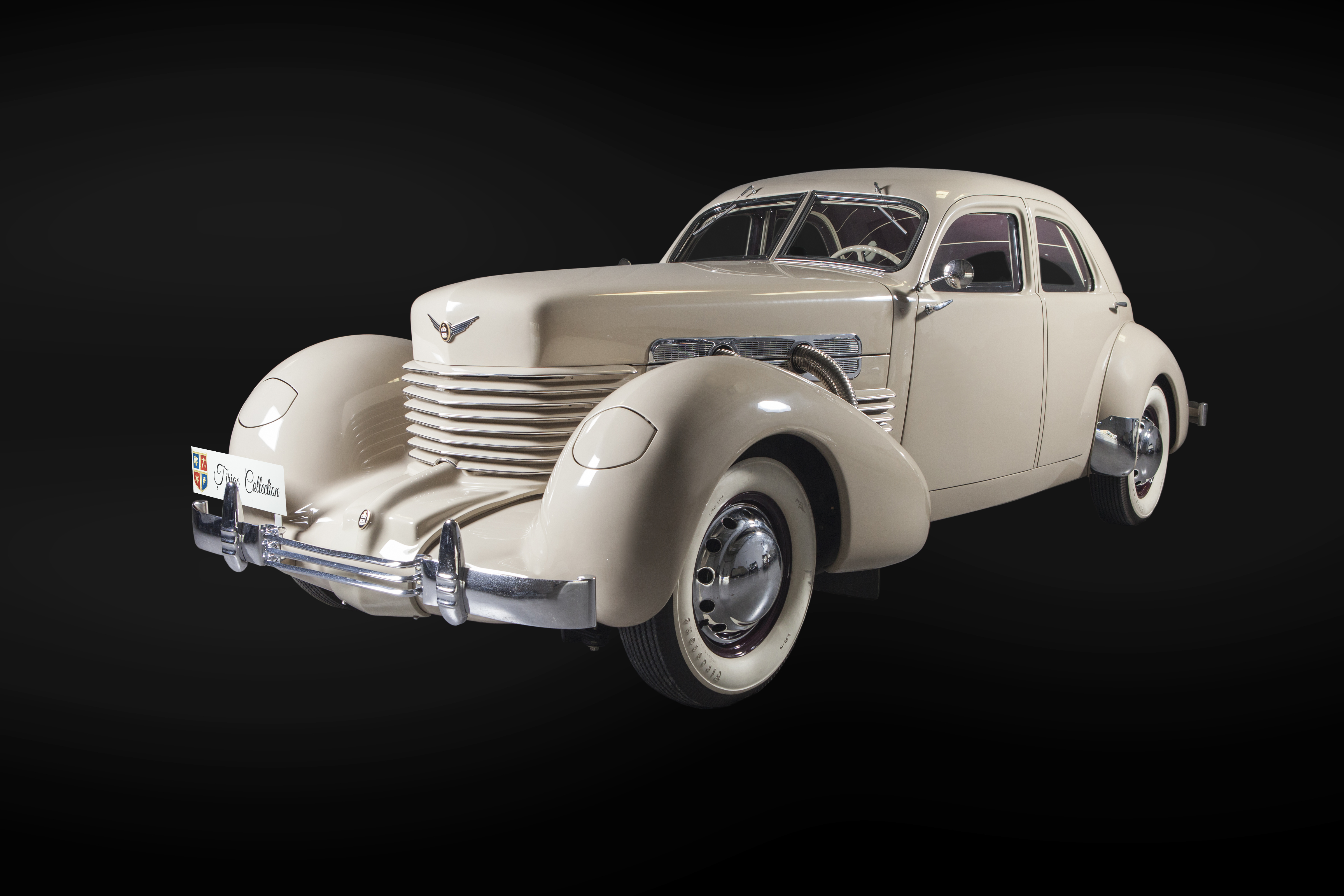
Cord 812 Custom Beverly din anul 1937
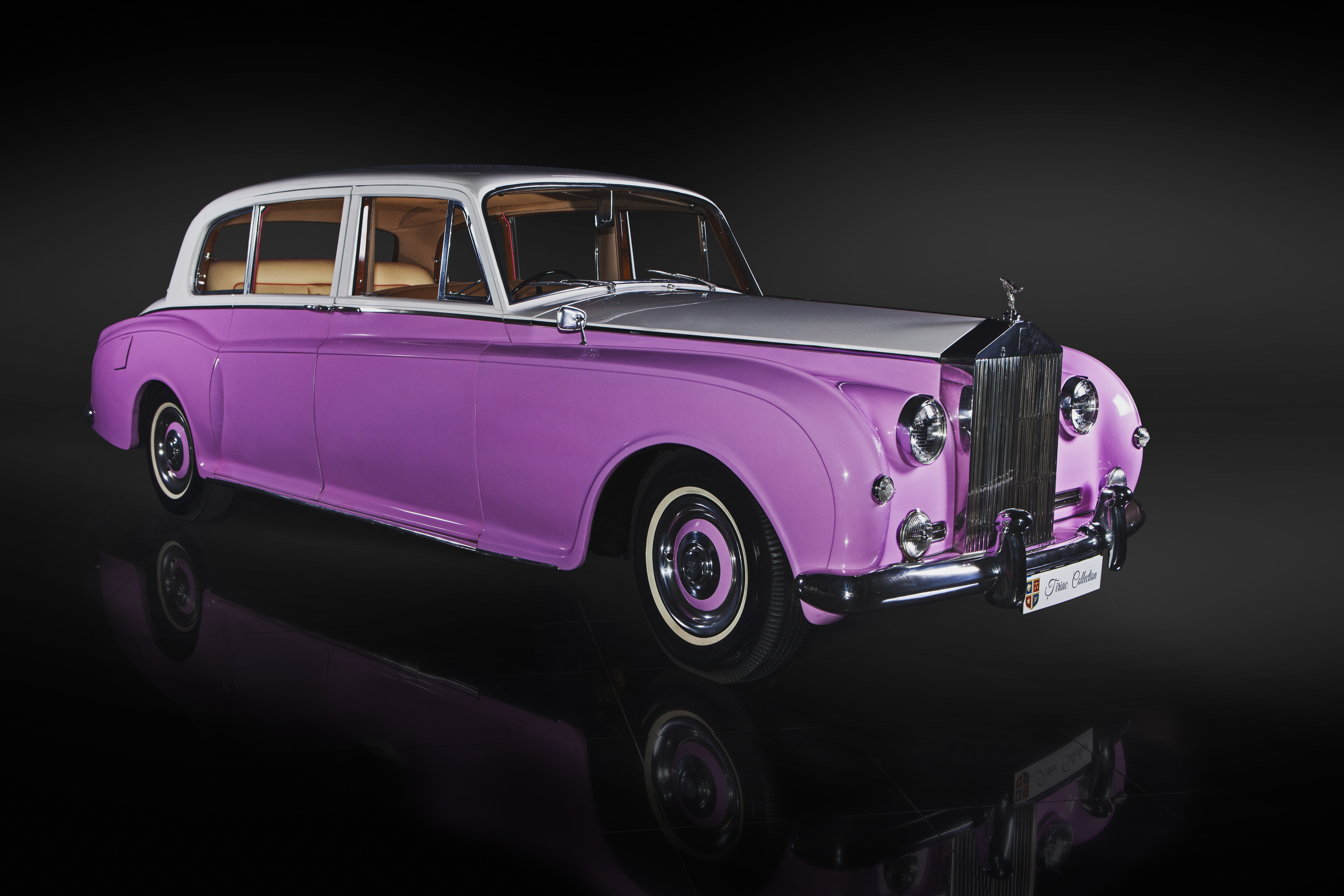
Rolls-Royce Phantom V by Park Ward din 1960 - unitate deținută anterior de către Sir Elton John

## Distincții
- Rolls-Royce Phantom IV Hooper Sedanca de Ville din anul 1952 - locul I la categoria ‘‘Rolls-Royce and Bentley Postwar’’, a concursului de concurs de eleganță de la Pebble Beach, California, ediția 2015;
- Rolls-Royce Phantom IV Hooper Sedanca de Ville din anul 1952 - distincția ‘‘Lucius Beebe Trophy’’ a concursului de concurs de eleganță de la Pebble Beach, California, ediția 2015;
- Cord 812 Custom Beverly din anul 1937 - premiul categoriei ‘‘Antebelice Sedan’’ a Concursului de Eleganță Auto de la Sinaia, ediția 2015;
- Cord 812 Custom Beverly din anul 1937 - distincția ‘‘Best of Show’’ a Concursului de Eleganță Auto de la Sinaia, ediția 2015;
- MG SA Tourer by Charlesworth din anul 1935 - premiul categoriei ‘‘Antebelice Cabriolet’’ a Concursului de Eleganță Auto de la Sinaia, ediția 2015.